# Liste von Söhnen und Töchtern der Stadt Teheran
Die Liste von Söhnen und Töchtern Teherans zählt Personen auf, die in der iranischen Hauptstadt Teheran geboren wurden und in der Wikipedia mit einem Artikel vertreten sind.

## 19. Jahrhundert

Subh-e Azal
(1831–1912)

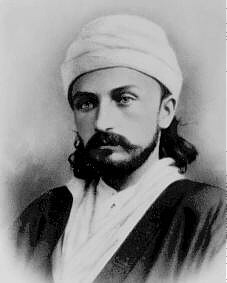
ʿAbdul-Baha'
(1844–1921)

- Bahman Mirza Qajar (1810–1884), Militär und Staatsmann
- Bahāʾullāh (1817–1892), Stifter der Bahai-Religion
- Antoin Sevruguin (1830–1933), russischer Fotograf armenischer Herkunft
- Subh-e Azal (1831–1912), Führer der Babisten und Begründer des Azalismus
- Nāser ad-Din Schāh (1831–1896), Schah von Persien von 1848 bis 1896
- Abdul-Baha (1844–1921), Lehrer und Führer der Bahai-Religion
- Abdol Madschid Mirza (1845–1927), Kadscharenprinz; Premierminister des Iran
- Mohammad Ali Foroughi (1877–1942), Wissenschaftler und Politiker
- Ali Akbar Dehchoda (1879–1956), Linguist
- Hossein Ala (1881–1964), Politiker
- Abdollah Tahmasbi (1881–1928), Generalmajor der iranischen Armee
- Mohammad Mossadegh (1882–1967), Ministerpräsident
- Abol-Ghasem Kaschani (1882–1962), Ajatollah und Parlamentspräsident
- Harold Nicolson (1886–1968), britischer Diplomat, Autor und Politiker
- Firuz Nosratdoleh (1889–1937), Politiker
- Yusef Forutan (1891–1979), Setarspieler
- Radschab Ali Mansur (1895–1974), Politiker, Minister und Premierminister des Iran
- Abdol-Hossein Sardari (1895–1981), Diplomat
- Ahmad Matin-Daftari (1896–1971), Jurist, Universitätsprofessor, Justizminister und Premierminister des Iran
- Abdolhossein Hazhir (1899–1949), Politiker
- Nasrollah Entezam (1900–1980), Minister und Diplomat; Präsident der Generalversammlung der Vereinten Nationen
- Dawud Pirnia (um 1900–1971), Jurist, Musik- und Literaturwissenschaftler

## 20. Jahrhundert

### 1901–1920

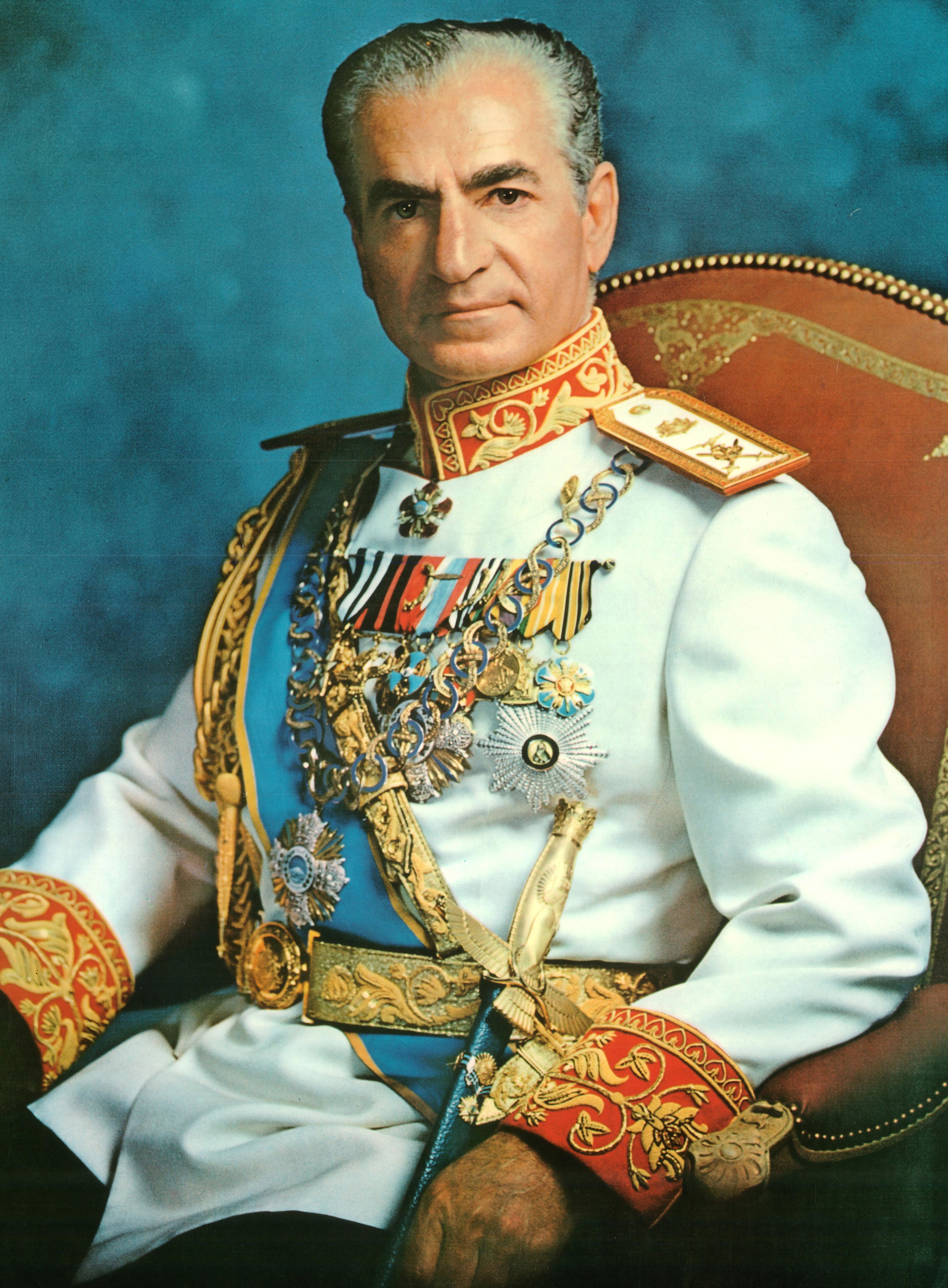
Mohammad Reza Pahlavi
(1919–1980)

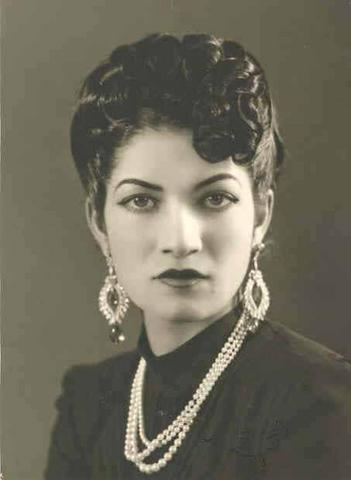
Ashraf Pahlavi
(1919–2016)

- Ali Razmara (1901–1951), Generalleutnant (Sepahbod) und Premierminister des Iran
- Sadegh Hedayat (1903–1951), Schriftsteller
- Bozorg Alavi (1904–1997), Schriftsteller und Literaturwissenschaftler
- Ali Amini (1905–1992), Premierminister des Iran
- Nur-Ali Borumand (1905–1977), Musiker und Musiktheoretiker
- Ahmad Ebādi (1906–1993), Setarspieler
- Mehdi Bāzargān (1907–1995), Politiker und liberaler islamischer Denker
- Rahi Mo'ayyeri (1909–1968), Dichter und Musiker
- Dschafar Scharif-Emami (1910–1998), Politiker und Ministerpräsident des Iran
- Habib Elghanian (1912–1979), Geschäftsmann und Philanthrop
- Hossein Tehrani (1912–1974), Tombak-Virtuose
- Davoud Monchi-Zadeh (1914–1989), Iranist und Politiker
- Shams Pahlavi (1917–1996), Prinzessin
- Effat Tejaratchi  (1917–1999), erste Pilotin
- Amir Aslan Afshar (1919–2021), Botschafter und Diplomat
- Amir Abbas Hoveyda (1919–1979), Politiker und Premierminister des Irans (1965–1977)
- Ashraf Pahlavi (1919–2016), Politikerin und Diplomatin
- Mohammad Reza Pahlavi (1919–1980), Schah von 1941 bis 1979
- Alenoush Terian (1920–2011), Physikerin und Astronomin

### 1921–1930

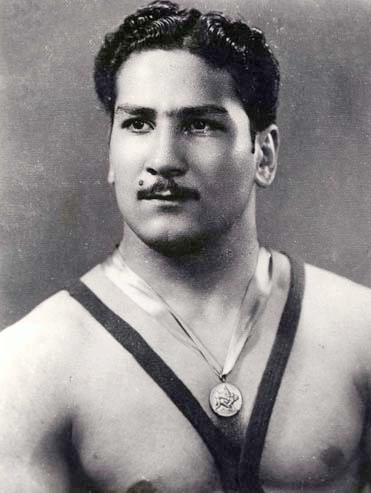
Abdollah Mojtabavi
(1925–2012)

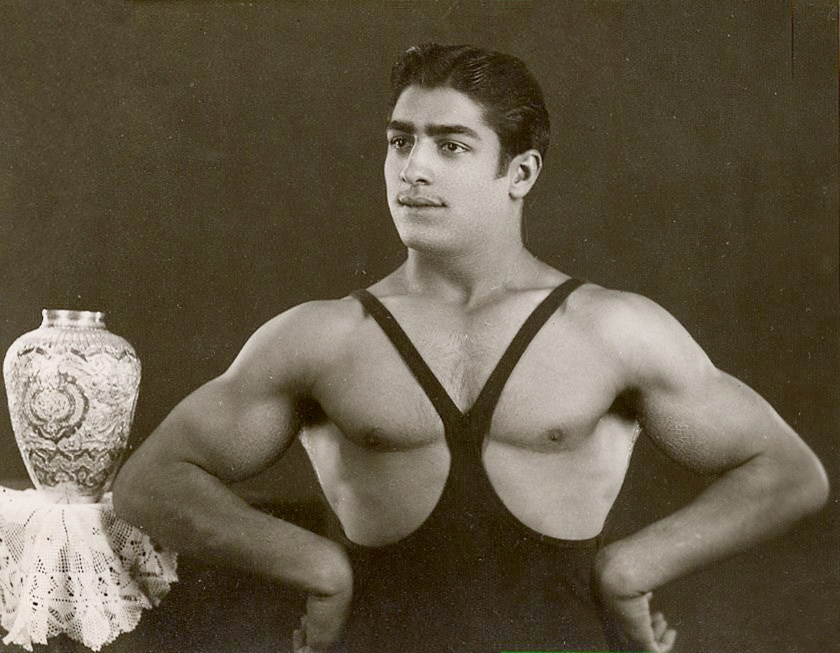
Mohammad Ali Fardin
(1930–2000)

- Nasser Moghadam (1921–1979), Generalleutnant und letzter Leiter des Geheimdienstes SAVAK
- Dschalāl Āl-e Ahmad (1923–1969), Schriftsteller
- Dschamschid Amusegar (1923–2016), Premierminister
- Hassan Ali Mansur (1923–1965), Premierminister Irans von 1964 bis 1965
- Ezzatolah Entezami (1924–2018), Schauspieler
- Iradsch Afschār (1925–2011), Jurist, Historiker, Bibliothekswissenschaftler und Iranist
- Abdollah Mojtabavi (1925–2012), Freistilringer
- Ahmad Schamlou (1925–2000), Dichter
- Ali Javan (1926–2016), Physiker
- Ali Akbar Tajvidi (1926–2017), Maler
- Simin Behbahani (1927–2014), Schriftstellerin
- Bijan Jalali (1927–2000), Staatsbeamter und Dichter, Neffe von Sadegh Hedayat
- Nosrat Rahmani (1927–2000), Schriftsteller und Lyriker
- Ray Aghayan (1928–2011), Kostümbildner
- Amir Masoud Boroumand (1928–2011), Fußballspieler
- Ardeschir Zahedi (1928–2021), Diplomat und Außenminister Irans
- Lotfi Mansouri (1929–2013), US-amerikanischer Operndirektor und -regisseur iranischer Herkunft
- Ovaness Meguerdonian (* 1929), Skirennläufer
- Ali Mirzaei (1929–2020), Gewichtheber
- Nader Naderpour (1929–2000), Schriftsteller und Lyriker
- Reza Badiyi (1930–2011), Filmregisseur und Filmproduzent
- Mohammad Ali Fardin (1930–2000), Freistilringer und Schauspieler
- Ezatollah Sahabi (1930–2011), Politiker und Regimekritiker
- Gholamreza Takhti (1930–1968), Ringer
- Lilit Teryan (1930–2019), Bildhauerin und Hochschullehrerin an der Islamischen Azad-Universität
- Abbas Zandi (1930–2017), Ringer des Freistils

### 1931–1940

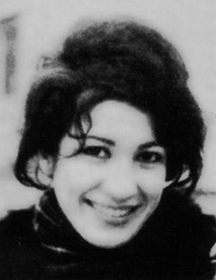
Forugh Farrochzad
(1934–1967)

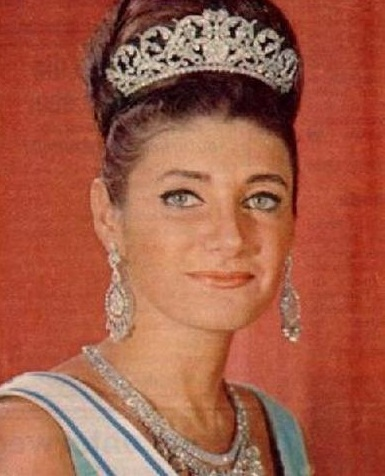
Schahnaz Pahlavi
(* 1940)

- Reza Bazargan (1931–zwischen 2006 und 2010), Skirennläufer
- Maliheh Nazari (1931–2006), Theater- und Filmschauspielerin
- Huschmand Sabet (1931–2016), deutscher Unternehmer iranischer Herkunft
- Mostafa Tschamran (1932–1981), Verteidigungsminister
- Hossein Mollaghasemi (1933–2022), Ringer
- Hossein Nasr (* 1933), Philosoph und islamischer Mystiker
- Forugh Farrochzad (1934–1967), Dichterin und Filmregisseurin
- Amir Nasser Eftetah (1935–1988), Tombakspieler und Lehrer
- Iraj Ghaderi (1935–2012), Filmregisseur
- Nasser Givehchi (1935–2017), Freistilringer
- Badi Panahi (1935–2008), iranisch-deutscher Sozialwissenschaftler
- Gitty Djamal (* 1936), iranisch-deutsche Schauspielerin
- Hassan Esmaeil Elmkhah (1936–1989), Gewichtheber
- Bahman Nirumand (* 1936), iranisch-deutscher Publizist und Autor
- Kamran Diba (* 1937), Architekt
- Madjid Samii (* 1937), deutsch-iranischer Neurochirurg
- Mohammad-Ali Sanatkaran (* 1937), Freistilringer
- Hossein Zenderoudi (* 1937), Künstler
- Laleh Bakhtiar (1938–2020), iranisch-amerikanische Schriftstellerin, Übersetzerin und Psychologin
- Farid Farjad (* 1938), US-amerikanischer Violinist iranischer Herkunft
- Mohammad Ebrahim Seifpour (* 1938), Freistilringer
- Parviz Jalayer (1939–2019), Gewichtheber
- Dariush Mehrjui (1939–2023), Filmemacher
- Abbas Kiarostami (1940–2016), Filmregisseur, Drehbuchautor und Lyriker
- Alireza Mashayekhi (* 1940), iranischer Musiker, Komponist, Dirigent und Hochschulprofessor
- Schahnaz Pahlavi (* 1940), Tochter von Mohammad Reza Pahlavi
- Albert Spiegel (* 1940), deutscher Diplomat

### 1941–1950

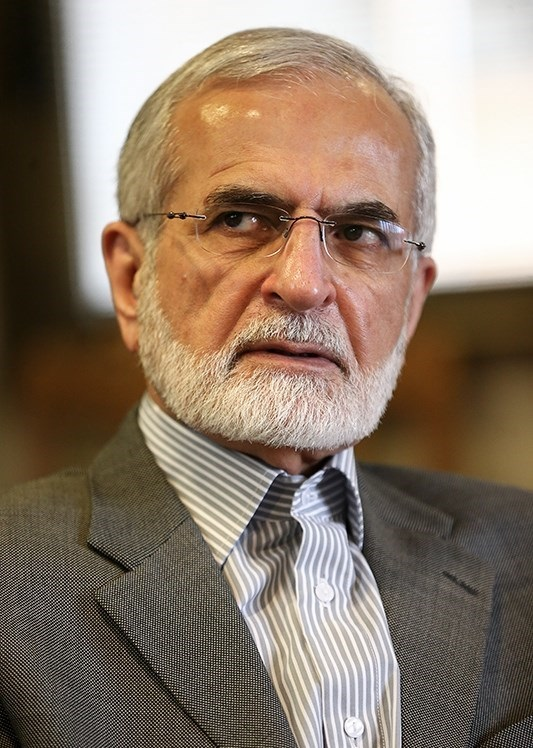
Kamal Charrazi
(* 1944)

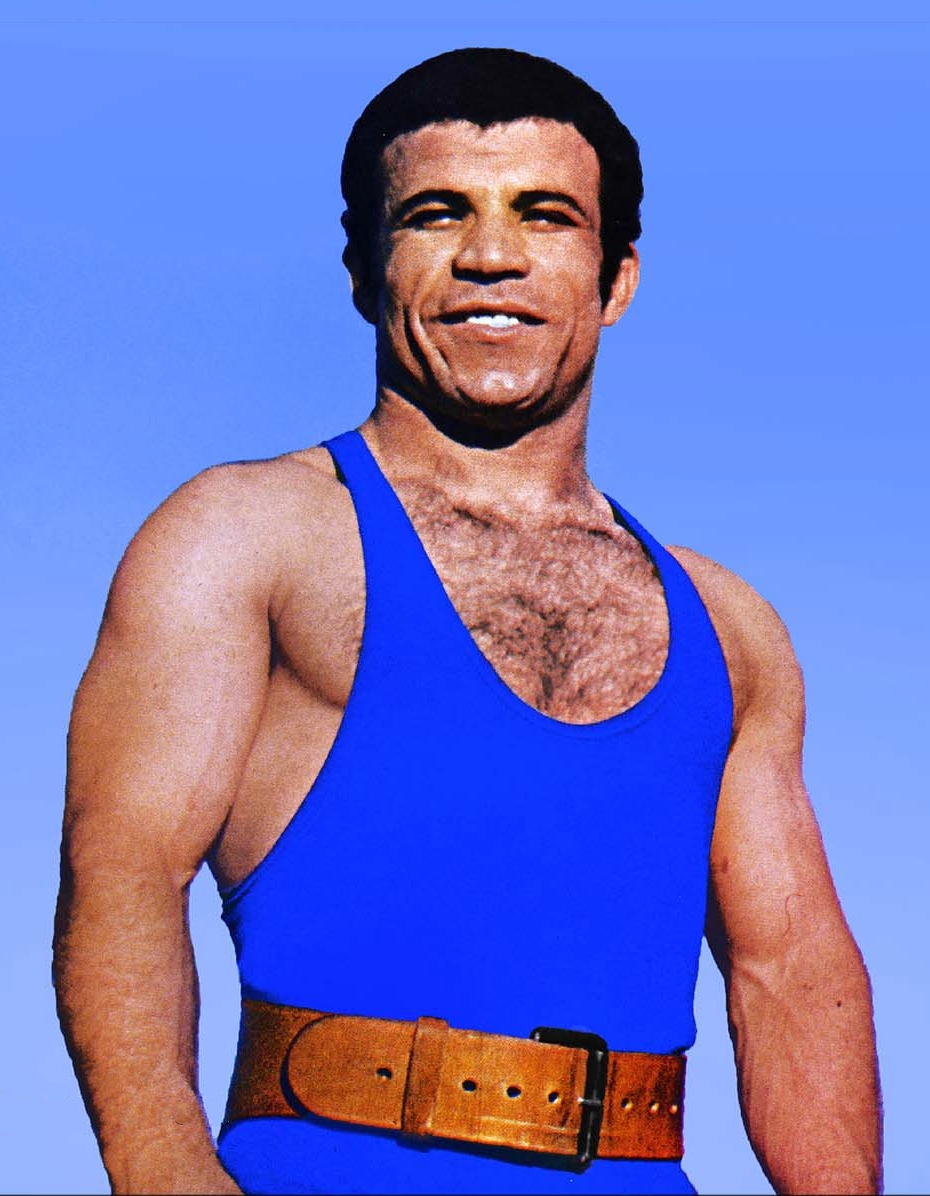
Mohammad Nassiri
(* 1945)

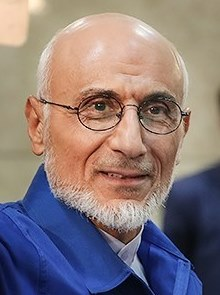
Mostafa Mirsalim
(* 1947)

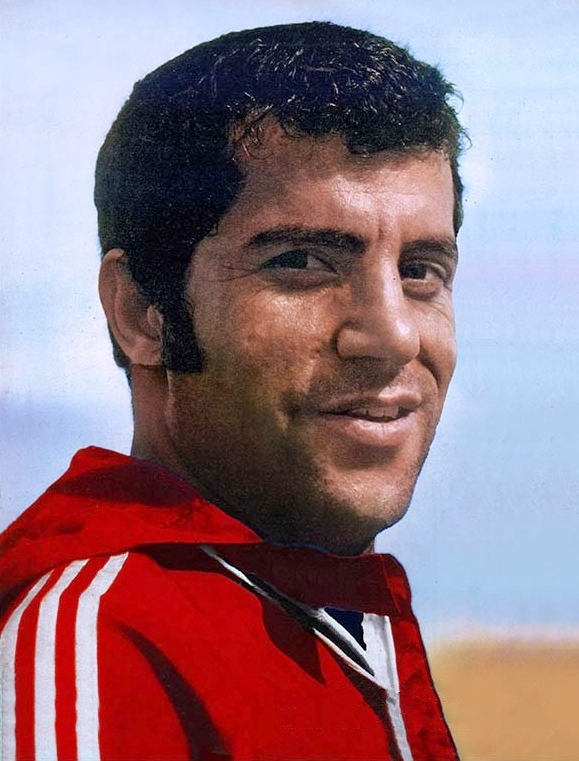
Ali Parvin
(* 1947)

- Houchang Allahyari (* 1941), österreichischer Psychiater und Filmemacher
- Keyvan Dahesch (1941–2018), Journalist
- Armen Haghnazarian (1941–2009), armenisch-iranisch-deutscher Architekt und Hochschullehrer
- Kamran Katouzian (1941–2025), Graphiker und Maler
- Parviz Pourhosseini (1941–2020), Schauspieler
- Barbet Schroeder (* 1941), französischer Filmproduzent schweizerischer Abstammung, Filmregisseur, Drehbuchautor und Schauspieler
- Djamchid Chemirani (* 1942), Zarbspieler
- Alex Gilady (1942–2022), israelischer Journalist und Sportfunktionär
- The Iron Sheik (1942–2023), Profi-Wrestler
- Dawud Gholamasad (* 1943), deutscher Soziologe iranischer Herkunft
- Chahryar Adle (1944–2015), Historiker und Archäologe
- Haleh Afshar (1944–2022), britische Politikwissenschaftlerin iranischer Herkunft
- Kamal Charrazi (* 1944), Politiker und von 1997 bis 2005 Außenminister des Iran
- Ali Hatami (1944–1996), Filmemacher
- Alexander Komissarow (* 1944), russischer Theater- und Filmschauspieler
- Sohrab Shahid Saless (1944–1998), Regisseur und Drehbuchautor
- Gholam Ali Haddad-Adel (* 1945), Politiker
- Mohammad Nassiri (* 1945), Gewichtheber und Olympiasieger
- Abdolkarim Sorusch (* 1945), Philosoph
- Akram Monfared Arya (* 1946), iranisch-schwedische Pilotin, Künstlerin und Politikerin
- Shahrnush Parsipur (* 1946), Schriftstellerin
- Hamid Sadr (* 1946), iranisch-österreichischer Schriftsteller
- Mohammad Reza Adelkhani (* 1947), Fußballspieler
- Mansour Barzegar (* 1947), Freistilringer
- Mostafa Mirsalim (* 1947), Politiker; Präsidentschaftskandidat 2017
- Azar Nafisi (* 1947 oder 1955), iranisch-US-amerikanische Hochschulprofessorin und Schriftstellerin
- Ali Parvin (* 1947), Fußballspieler
- Said (1947–2021), deutsch-iranischer Schriftsteller
- Jacques Bral (1948–2021), französischer Regisseur und Drehbuchschreiber
- Majid Entezami (* 1948), Filmmusikkomponist
- Scha’ul Mofas (* 1948), israelischer Offizier und Politiker
- Ali Rahbari (* 1948), Komponist und Dirigent
- Ebi (* 1949), Sänger und Musiker
- Nasser Hejazi (1949–2011), Fußballspieler und -trainer
- Ali Saveh (* 1949), Skirennläufer
- Googoosh (* 1950), Sängerin und Schauspielerin
- Mohamed Khodavand (* 1950), Radrennfahrer
- Nasrin Siege (* 1950), deutsch-iranische Kinderbuchautorin und Entwicklungshelferin

### 1951–1960

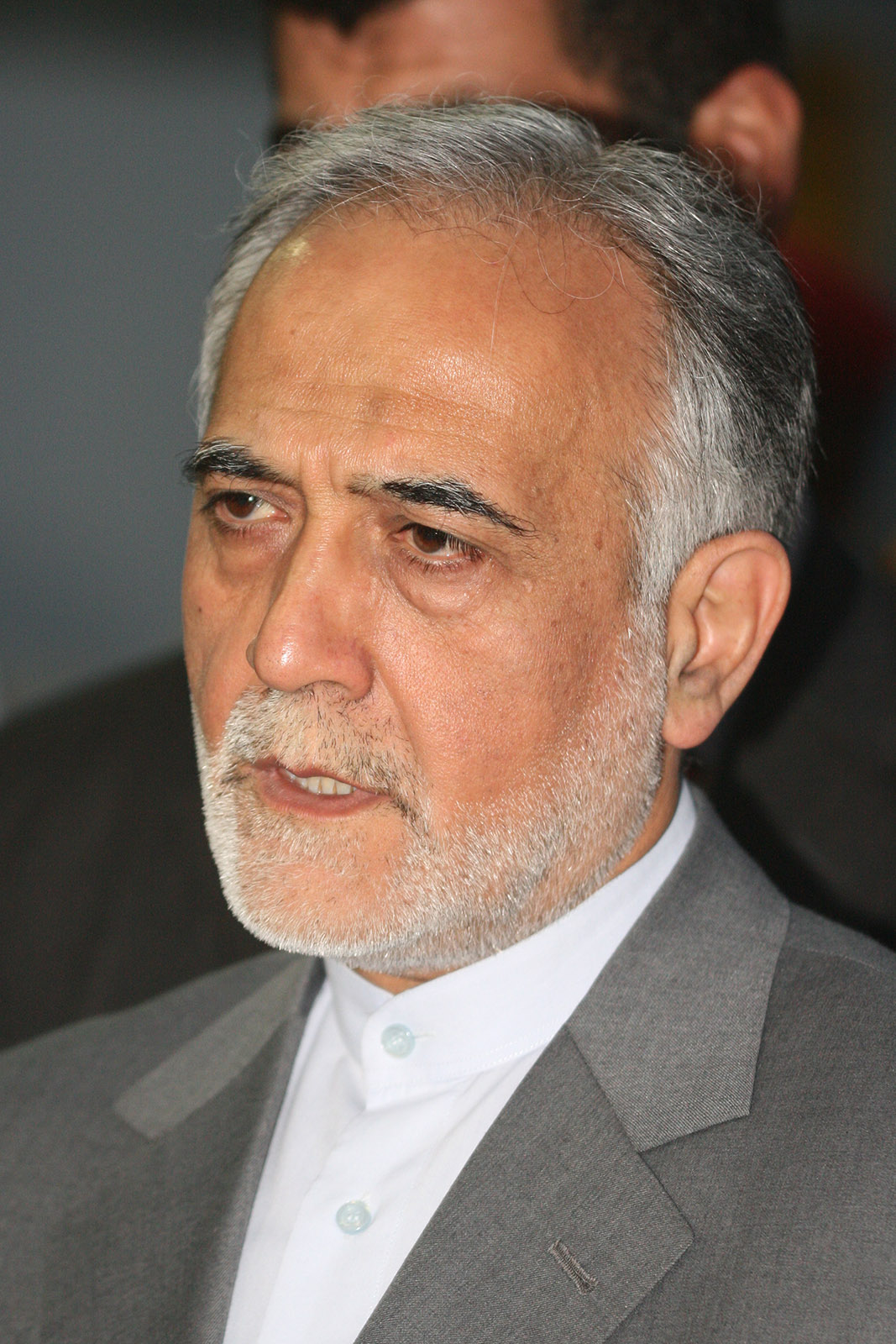
Parwiz Dawudi
(* 1952)

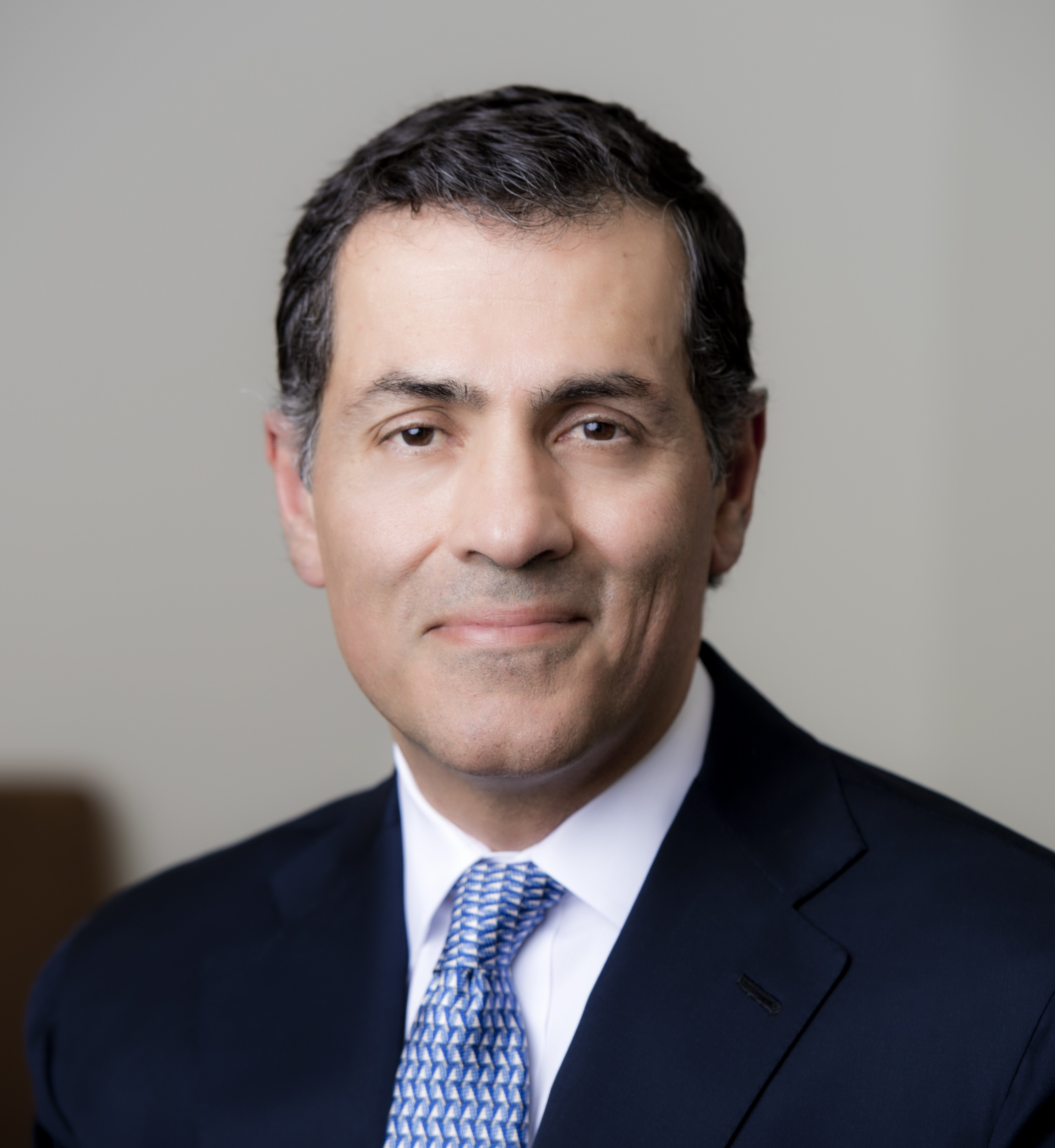
Vali Nasr
(* 1960)

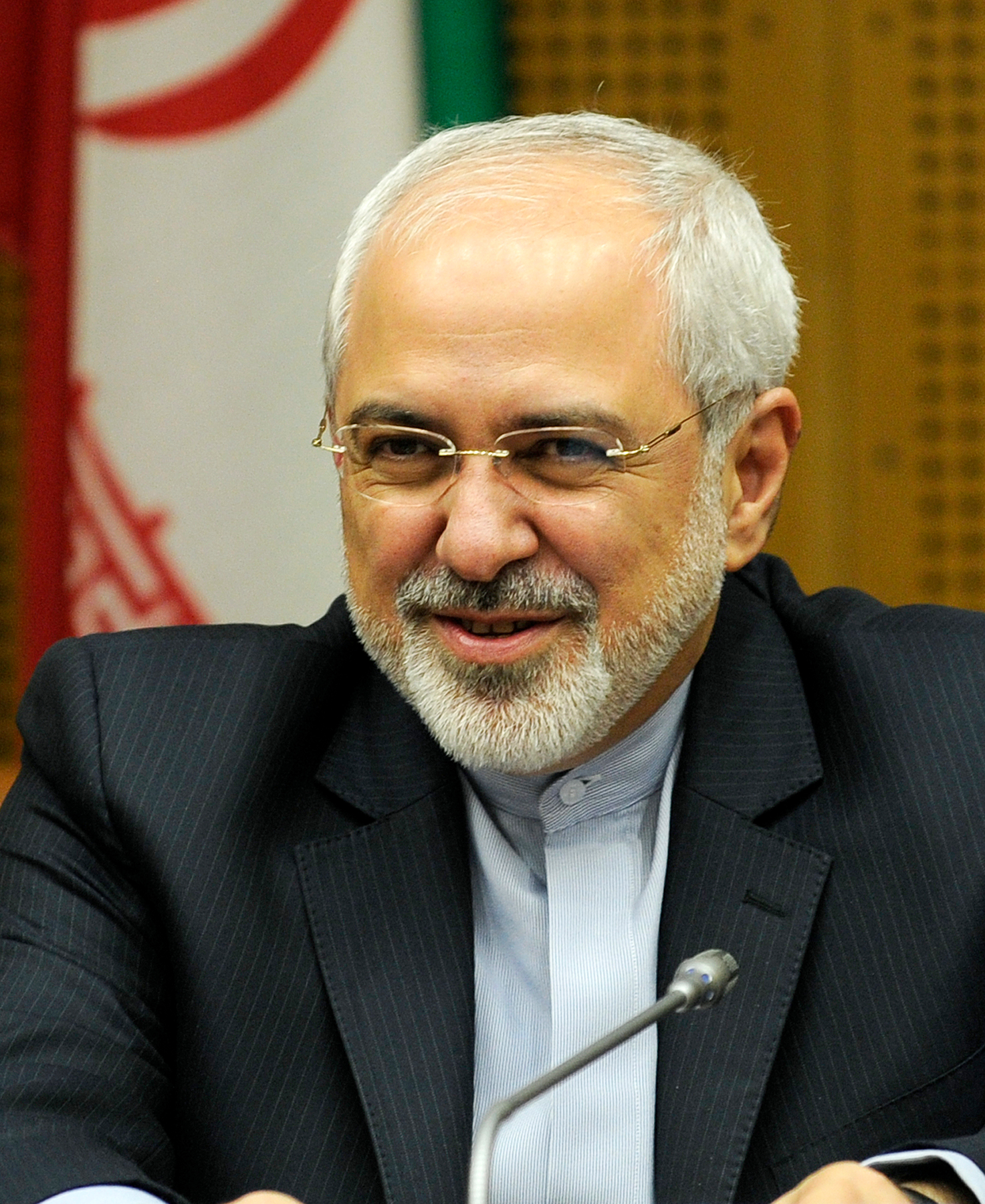
Mohammed Dschawad Sarif
(* 1960)

- Andranik Eskandarian (* 1951), iranischer Fußballspieler armenischer Herkunft
- Mansoor Hekmat (1951–2002), Politiker
- Shohreh Aghdashloo (* 1952), Schauspielerin
- Vahid Alaghband (* 1952), Unternehmer
- Seyed Mostafa Azmayesh (* 1952), Religionswissenschaftler
- Parwiz Dawudi (1952–2024), Vizepräsident
- Valentine Moghadam (* 1952), iranisch-US-amerikanische Soziologin und Feministin
- Mohammad-Ali Nadschafi (* 1952), Politiker
- Kamran Shirazi (* 1952), französischer Schachspieler
- Dscha'far Meili Monfared (1953–2024), Politiker
- Maryam Rajavi (* 1953), Politikerin
- Alexios Schandermani (* 1953), Autor
- Mary Apick (* 1954), Schauspielerin, Autorin und Produzentin
- Hamideh Mohagheghi (* 1954), Juristin und islamische Theologin
- Hadi Teherani (* 1954), deutscher Architekt und Designer
- Nader Engheta (* 1955), iranisch-US-amerikanischer Physiker und Elektroingenieur
- Chohreh Feyzdjou (1955–1996), Künstlerin
- Mohammad Hadj Kia Shemshaki (* 1955), Skirennläufer
- Darius Khondji (* 1955), französischer Kameramann
- Behzad Ranjbaran (* 1955), US-amerikanischer Komponist und Musikpädagoge
- Hassan Rowshan (* 1955), Fußballspieler
- Nader Saiedi (* 1955), iranisch-US-amerikanischer Soziologe und Bahai-Theologe
- Jamshid Sharmahd (1955–2024), deutsch-iranischer Software-Ingenieur (PC Unipad) und Journalist[1]
- Ramin Jahanbegloo (* 1956), Philosoph
- Mostafa Mohammad Nadschar (* 1956), Verteidigungsminister des Iran von 2005 bis 2009
- Nahid Bagheri-Goldschmied (1957–2024), österreichisch-iranische Lyrikerin, Prosaistin und Übersetzerin
- Hossein Kazemeyni Borudscherdi (* 1957), Ajatollah und Autor
- Mohsen Makhmalbaf (* 1957), Filmregisseur und Autor
- Abbas Maroufi (1957–2022), Autor von Theaterstücken, Romanen und Erzählungen
- Sussan Deyhim (* 1958), amerikanische Sängerin, Komponistin und Tänzerin
- Nader Mashayekhi (* 1958), Komponist und Dirigent
- Mehdi Norowzian (* 1958), britisch-iranischer Filmregisseur, Filmproduzent und Drehbuchautor
- Ahmad Bourghani (1959–2008), Politiker und Journalist
- Majid Majidi (* 1959), Filmregisseur und Drehbuchautor
- Gina B. Nahai (* 1960), US-amerikanische Schriftstellerin und Dozentin für iranisch-jüdische Geschichte
- Vali Nasr (* 1960), US-amerikanischer Politikwissenschaftler, Universitätsdozent und politischer Berater
- Cyrus Reza Pahlavi (* 1960), Sohn von Mohammad Reza Pahlavi
- Mohammed Dschawad Sarif (* 1960), Politiker und seit 2013 Außenminister Irans
- Cumrun Vafa (* 1960), Physiker

### 1961–1970

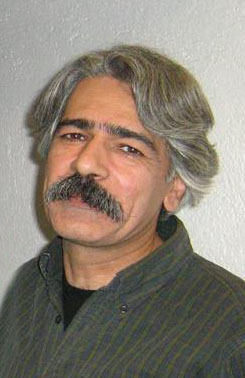
Kayhan Kalhor
(* 1963)

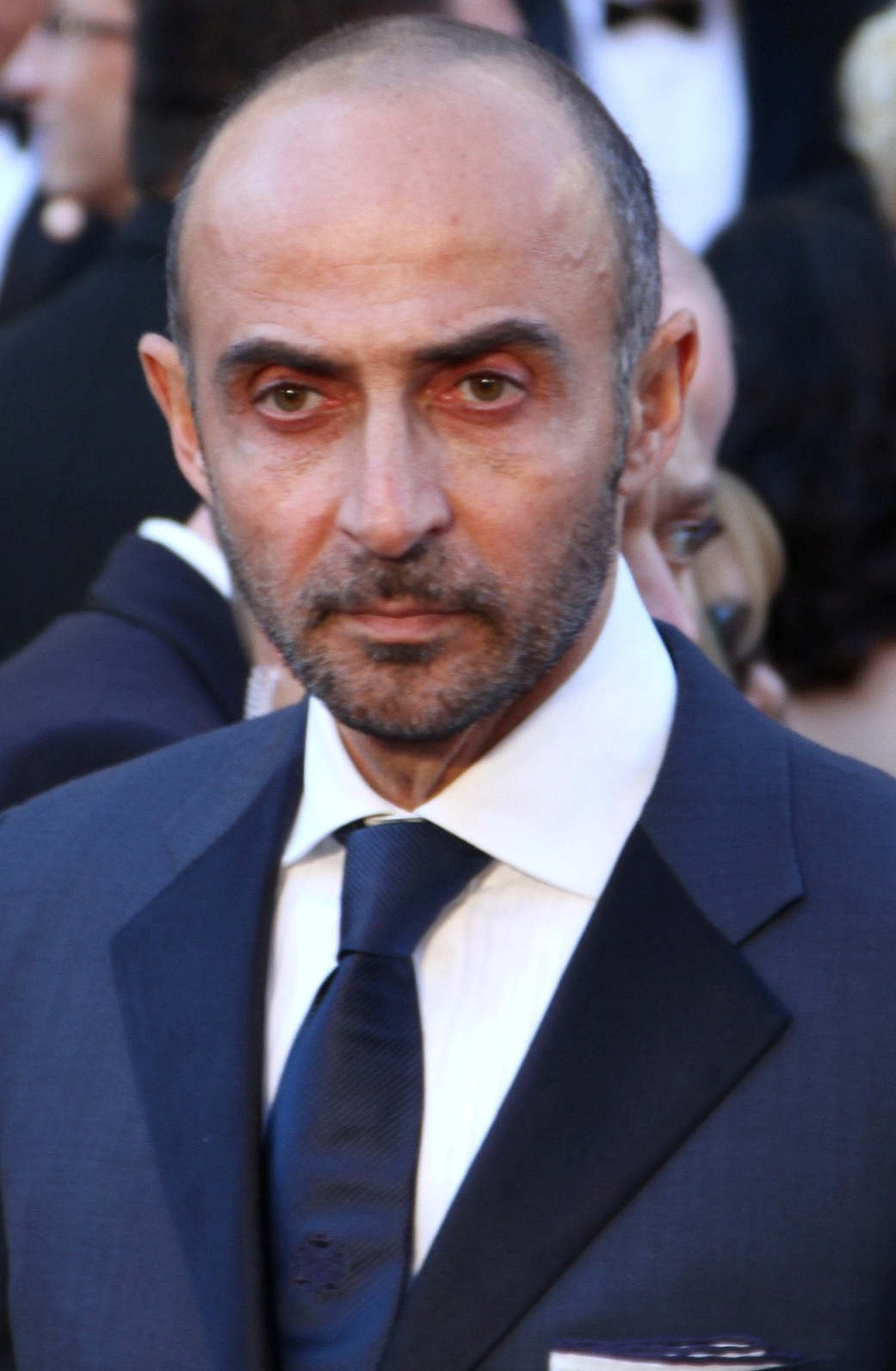
Shaun Toub
(* 1963)

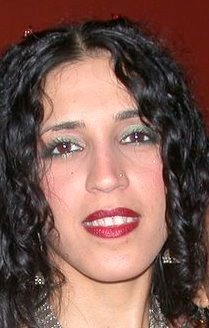
Azam Ali
(* 1970)

- Hamid Akhavan (* 1961), US-amerikanischer Manager
- Farzad Bonyadi (* 1961), professioneller Pokerspieler
- Parastou Forouhar (* 1962), Künstlerin
- Mandana Alavi Kia (* 1962), iranisch-deutsche Performancekünstlerin
- Mariam Lau (* 1962), deutsche Journalistin und Publizistin
- Rita (* 1962), israelische Sängerin
- Amir Ghalenoei (* 1963), Fußballspieler und -trainer
- Kayhan Kalhor (* 1963), iranischer Kamantschespieler und Komponist kurdischer Abstammung
- Sudabeh Mohafez (* 1963), deutsche Schriftstellerin
- Shaun Toub (* 1963), iranisch-US-amerikanischer Schauspieler
- Philippe Blasband (* 1964), Drehbuchautor und Theaterregisseur
- Hossein Ensan (* 1964), deutsch-iranischer Pokerspieler
- Nargess Eskandari-Grünberg (* 1965), deutsche Politikerin, Bürgermeisterin der Stadt Frankfurt am Main
- Rosie Malek-Yonan (* 1965), assyrische Schauspielerin, Autorin, Regisseurin und Aktivistin
- Marina Nemat (* 1965), iranisch-kanadische Schriftstellerin
- Ali Alavi (* 1966), iranisch-britischer Quantenchemiker
- Afshin Ellian (* 1966), niederländischer Professor für Rechtswissenschaften
- Minoo Lenarz (1966–2015), iranisch-deutsche Medizinerin
- Reza Mirkarimi (* 1966), Filmemacher
- Maryam Namazie (* 1966), Bürgerrechtlerin
- Vahid Sandoghdar (* 1966), Physiker
- Jasmin Tabatabai (* 1967), deutsch-iranische Schauspielerin und Musikerin
- Hamid Reza Yousefi (* 1967), deutsch-iranischer Philosoph
- Nader Maleki (* vor 1968), Unternehmensberater
- Maryam Eisler (* 1968), Fotografin und Autorin
- Homayun Gharavi (* 1968), Arzt und Sportmediziner
- Amir Kassaei (* 1968), iranisch-österreichischer Werbetexter
- Ali Latifijan (* 1968), Schriftsteller, Forscher, gesellschaftspolitischer Theoretiker und Historiker
- Négar Djavadi (* 1969), französische Schriftstellerin
- Pejman Hadadi (* 1969), Perkussionist, Komponist und Musikpädagoge
- Mani Haghighi (* 1969), Theaterregisseur und Filmemacher
- Abbas Jadidi (* 1969), Ringer
- Dara Khosrowshahi (* 1969), US-amerikanischer Unternehmer
- Azam Ali (* 1970), Sängerin
- Amir Ansari (* 1970), US-amerikanischer Unternehmer
- Maryam Moghadam (* 1970), iranisch-schwedische Schauspielerin
- Steve Naghavi (* 1970), deutscher Musiker iranischer Herkunft

### 1971–1980

#### 1971
- Dubfire (* 1971), iranisch-US-amerikanischer Musikproduzent
- Behzad Ghorbani (* 1971), Zoologe
- Arash Hejazi (* 1971), Schriftsteller und Übersetzer
- Niki Karimi (* 1971), Schauspielerin und Regisseurin
- Mansour Jafari Mamaghani (* 1971), Sänger, Schauspieler und Komponist
- Nadjma Yassari (* 1971), Juristin und Professorin

#### 1972

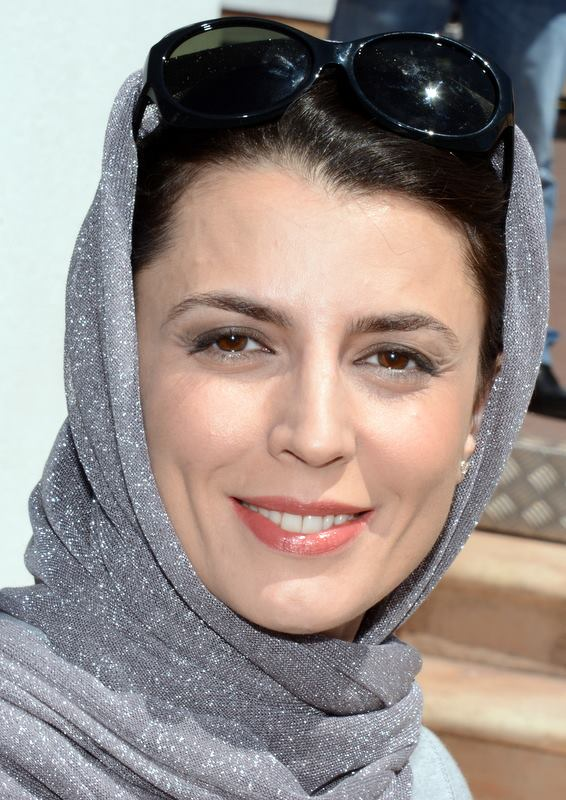
Leila Hatami
(* 1972)

- Shahkar Bineshpajooh (* 1972), Dichter, Übersetzer, Komponist und Sänger
- Leila Hatami (* 1972), Schauspielerin
- Shan Rahimkhan (* 1972), Friseur
- Kianoosh Rezania (* 1972), Iranist
- Tami Stronach (* 1972), US-amerikanische Tänzerin und Filmschauspielerin

#### 1973
- Cassandra Clare (* 1973), Schriftstellerin
- Shahab Hosseini (* 1973), Schauspieler, Filmemacher und Moderator
- Hamid Khabbazi (* 1973), Tarspieler und Komponist
- Shirin Lotze (* 1973), deutsche Schauspielerin, Synchronsprecherin und Sprecherin
- Afra Mussawisade (* 1973), Perkussionist
- Kirill Pirogow (* 1973), russischer Schauspieler
- Emitis Pohl, geb. Leylaz Mehrabadi (*  1973), deutsch-iranische Unternehmerin und Autorin
- Gilda Razani (* 1973), deutsch-iranische Jazzmusikerin und Komponistin

#### 1974
- Golineh Atai (* 1974), deutsche Fernseh-Korrespondentin
- Padideh Bolourizadeh (* 1974), Leichtathletin und Volleyballspielerin
- Shadi Ghadirian (* 1974), Fotografin
- Taraneh Javanbakht (* 1974), Dichterin und Schriftstellerin
- Babak Sandschani (* 1974), Multimilliardär und Unternehmer
- Shirana Shahbazi (* 1974), Fotografin
- Hassan Shemshaki (* 1974), Skirennläufer
- Merila Zarei (* 1974), Schauspielerin

#### 1975
- DJ Aligator (Ali Asghar Movasat; * 1975), dänischer DJ und Musikproduzent
- Felor Badenberg (* 1975), deutsche Verwaltungsjuristin
- Mitra Farahani (* 1975), Filmemacherin und Künstlerin
- Shervin Haghsheno (* 1975), deutscher Bauingenieur, Wirtschaftswissenschaftler und Politiker
- Mazgani (* 1975), iranisch-portugiesischer Rockmusiker
- Babak Najafi (* 1975), Filmregisseur und Drehbuchautor
- Omid Nouripour (* 1975), deutsch-iranischer Politiker
- Arash Saeidi (* 1975), französischer Restaurantbesitzer und Politiker
- Farhad Safinia (* 1975), US-amerikanischer Drehbuchautor, Filmregisseur und Fernsehproduzent iranischer Herkunft
- Bahar Soomekh (* 1975), US-amerikanische Schauspielerin

#### 1976

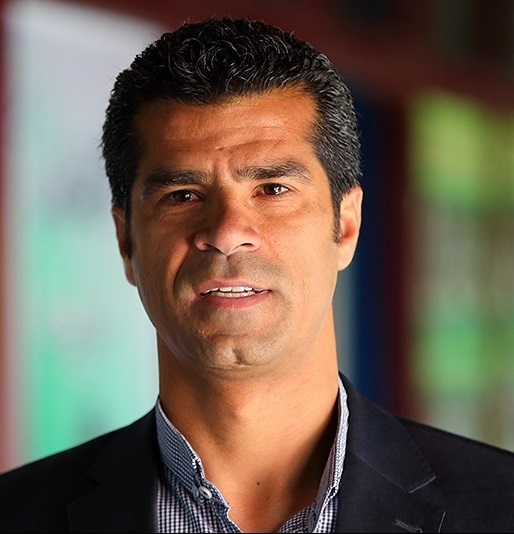
Hadi Saei Bonehkohal
(* 1976)

- Hadi Saei Bonehkohal (* 1976), Taekwondo-Olympiasieger
- Bijan Djir-Sarai (* 1976), deutscher Politiker (FDP)
- Vahid Hashemian (* 1976), Fußballspieler und -trainer
- Alireza Heidari (* 1976), Freistilringer
- Vahid Jalilvand (* 1976), Filmregisseur, Drehbuchautor, Schauspieler und Filmeditor
- Alireza Rezaei (* 1976), Ringer

#### 1977
- Salar Aghili (* 1977), Sänger
- Behzad Karim-Khani (* 1977), deutscher Journalist und Schriftsteller
- Mehdi Mahdavikia (* 1977), Fußballspieler
- Maryam Mirzakhani (1977–2017), Mathematikerin
- Maryam Moshiri (* 1977), britische Fernsehmoderatorin
- Sahba Motallebi (* 1977), Musikerin, Tar-Spielerin und Komponistin
- Laleh Sadigh (* 1977), Rennfahrerin

#### 1978
- Sarvnaz Alambeigi (* 1978), Dokumentarfilmerin, Produzentin, Malerin und Dichterin
- Arash (* 1978), Sänger
- Ameneh Bahrami (* 1978), Opfer eines Säureattentats
- Patrick Bet-David (* 1978), US-amerikanischer Unternehmer und Podcaster
- Antonio Esfandiari (* 1978), professioneller Pokerspieler
- Ali Karimi (* 1978), Fußballspieler und -trainer
- Ramin Karimloo (* 1978), kanadischer Musicaldarsteller, Schauspieler und Sänger
- Mohammadreza Mansouri (* 1978), Fußballschiedsrichter
- Mandana Roozpeikar (* 1978), Ethnologin

#### 1979
- Sandra Ahrabian (* 1979), deutsche Moderatorin
- Sahar Dolatshahi (* 1979), Film-, Serien- und Theaterschauspielerin
- Farahnaz Sharifi (* 1979), Filmemacherin
- Siamak (* 1979), Rapper

#### 1980

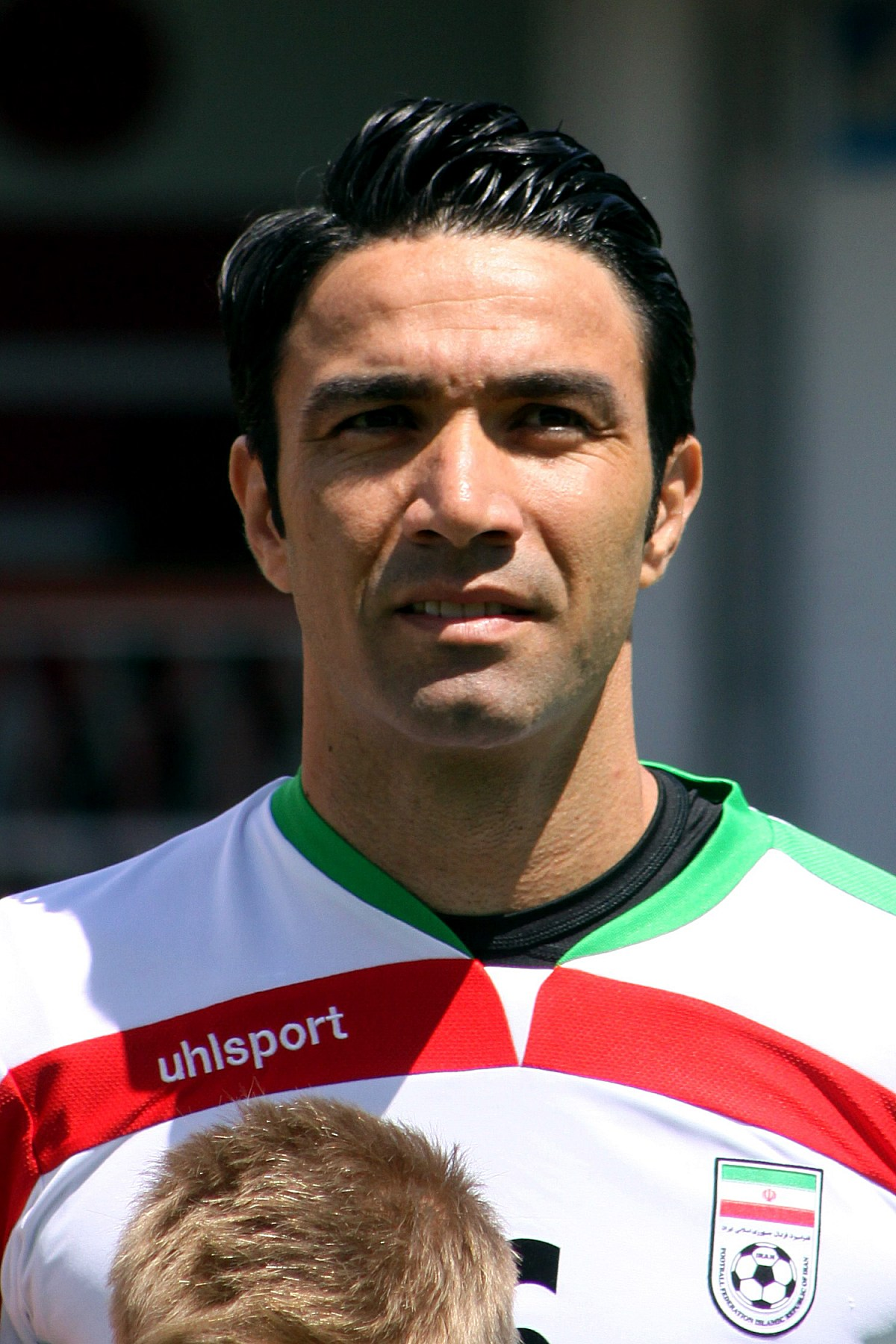
Javad Nekounam
(* 1980)

- Navíd Akhavan (* 1980), deutsch-iranischer Schauspieler
- Catherine Bozorgan (* 1980), französische Filmproduzentin
- Nazanin Boniadi (* 1980), britische Schauspielerin iranischer Herkunft
- Soheila Golestani (* 1980), Filmschauspielerin und Regisseurin
- Samira Makhmalbaf (* 1980), Filmregisseurin und Drehbuchautorin
- Javad Nekounam (* 1980), Fußballspieler
- Sami Yusuf (* 1980), britischer Sänger, Komponist und Musiker

### 1981–1990

#### 1981

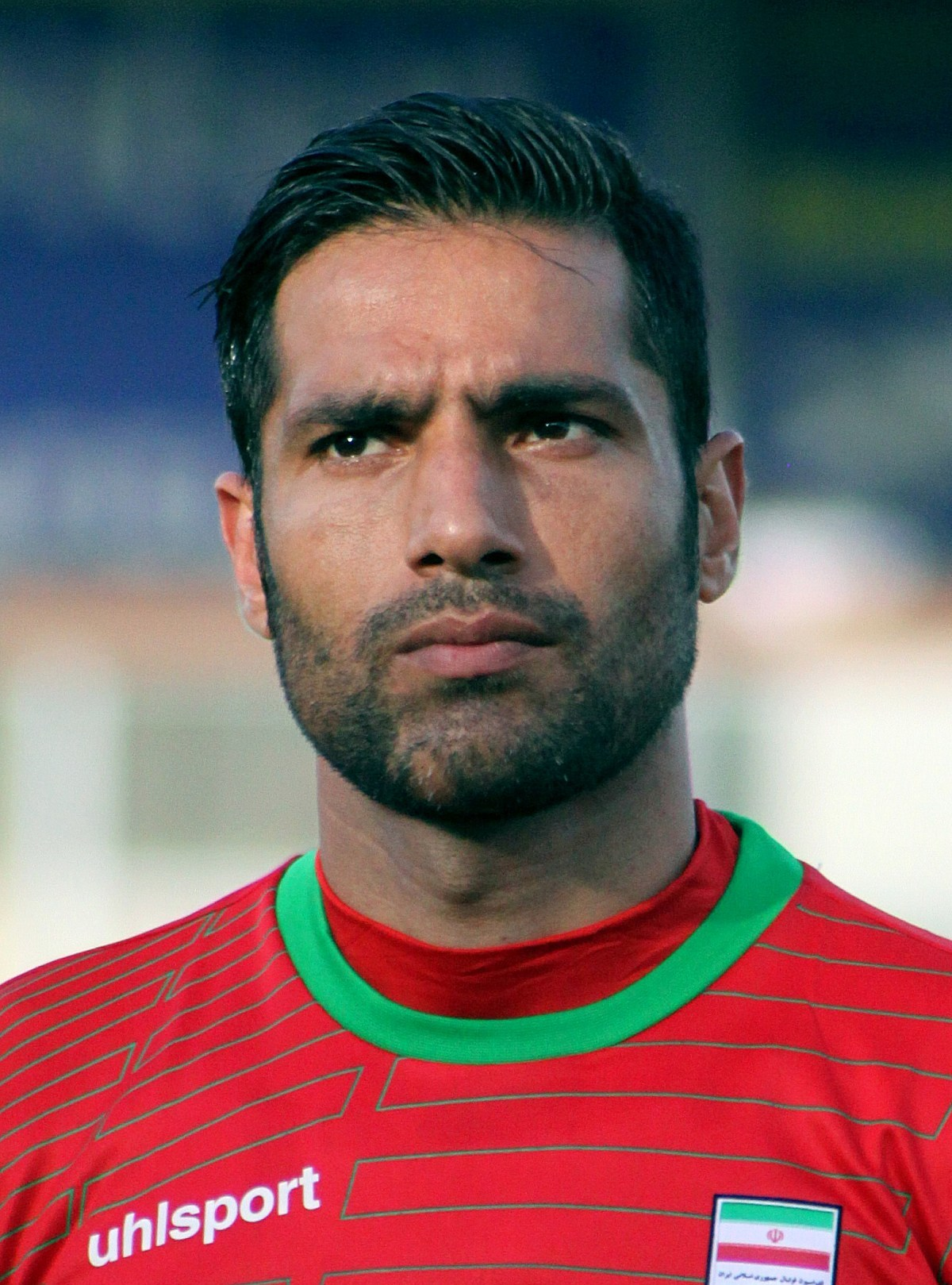
Amir Hossein Sadeqi
(* 1981)

- Michel Abdollahi (* 1981), Performance-Künstler und Poet
- Nina Ansari (* 1981), Künstlerin
- Bahareh Hedayat (* 1981), Aktivistin
- Tala Madani (* 1981), iranisch-US-amerikanische Künstlerin
- Nasim Pedrad (* 1981), Schauspielerin und Komikerin
- Nazanin Pouyandeh (* 1981), Malerin
- Amir Hossein Sadeqi (* 1981), Fußballspieler
- Newsha Tavakolian (* 1981), Fotografin und Fotojournalistin

#### 1982
- Gollaleh Ahmadi (* 1982), deutsch-iranische Politikerin
- Mazda Farshad (* 1982), Schweizer Orthopäde, Chirurg und Autor
- Masud Gharahkhani (* 1982), norwegischer Politiker
- Juvel (* 1982), deutscher Rapper
- Sirvan Khosravi (* 1982), Popsänger
- Parsa Marvi (* 1982), deutscher Bundestagsabgeordneter
- MC Basstard (* 1982), deutscher Rapper
- Ehsan Ghaem Maghami (* 1982), Schachspieler
- Dominic Rains, eigentlich Amin Nazemdazeh, (* 1982), iranisch-US-amerikanischer Schauspieler
- Elnaz Seyedi (* 1982), Komponistin
- Amir Shapourzadeh (* 1982), deutsch-iranischer Fußballspieler
- Vahid Talebloo (* 1982), Fußballspieler
- Yas (* 1982), Rapper
- Janina Youssefian (* 1982), deutsches Model und Reality-TV-Darstellerin

#### 1983
- Enissa Amani (* 1983), Komikerin
- Leila Araghian (* 1983), Architektin
- Sahar Delijani (* 1983), Schriftstellerin
- Golshifteh Farahani (* 1983), Schauspielerin

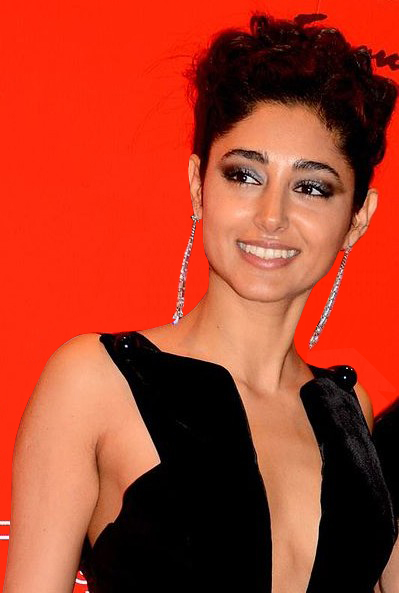
Golshifteh Farahani
(* 1983)

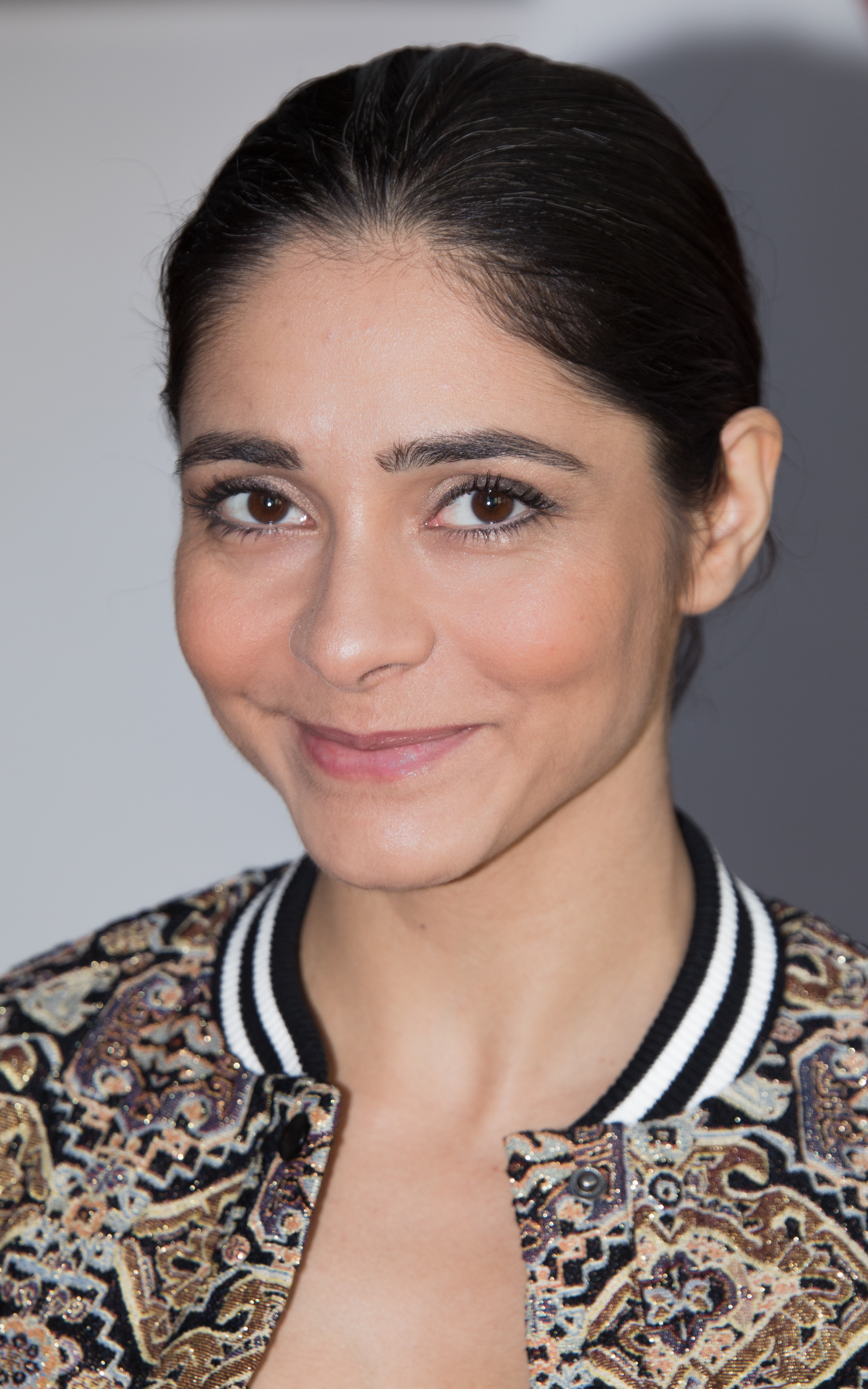
Pegah Ferydoni
(* 1983)

- Pegah Ferydoni (* 1983), deutsche Schauspielerin und Synchronsprecherin
- Khosro Heydari (* 1983), Fußballspieler
- Mahan Mirarab (* 1983), Musiker
- Hadi Sepehrzad (* 1983), Leichtathlet
- Andranik Teymourian (* 1983), Fußballspieler

#### 1984
- Soulmaz Abbasi (* 1984), Ruderin
- Taraneh Alidoosti (* 1984), Schauspielerin
- Ali Asgari (* 1984), Filmregisseur und Drehbuchautor
- Hashem Beikzadeh (* 1984), Fußballspieler
- Bahar Haghanipour (* 1984), deutsche Sozialwissenschaftlerin und Politikerin
- Asha Hedayati (* 1984), Rechtsanwältin für Familienrecht und Autorin
- Amir Jadidi (* 1984), Film-, Theaterschauspieler und Tennisspieler
- Narges Kalhor (* 1984), Filmregisseurin, Videokünstlerin und Filmeditorin
- Aylar Lie (* 1984), norwegisches Model, Schauspielerin und Sängerin sowie ehemalige Pornodarstellerin iranischer Herkunft
- Apameh Schönauer (* 1984), deutsche Architektin

#### 1985
- Shayan Fathi (* 1985), österreichischer Musiker
- Behrang Safari (* 1985), schwedischer Fußballspieler iranischer Herkunft
- Hossein Saveh-Shemshaki (* 1985), Skirennläufer
- Golnar Shahyar (* 1985), Musikerin
- XOV (* 1985), schwedischer Musiker

#### 1986
- Ali Ahmadzadeh (* 1986), Filmregisseur
- Niloufar Bayani (* 1986), Biologin und Naturschützerin
- Ashkan Dejagah (* 1986), iranisch-deutscher Fußballspieler
- Ardalan Esmaili (* 1986), schwedischer Theater- und Filmschauspieler
- Alireza Golafshan (* 1986), Filmproduzent, Regisseur, Regieassistent, Filmregisseur und Filmautor
- Amir Gudarzi (* 1986), iranisch-österreichischer Autor und Dramatiker
- Navid Mohammadzadeh (* 1986), Schauspieler
- Mohammad Bagheri Motamed (* 1986), Taekwondoin
- Shirin Sohani (* 1986), Filmregisseurin für Animationsfilme, Drehbuchautorin und Konzeptkünstlerin

#### 1987
- Sevdaliza (* 1987), niederländisch-iranische Sängerin, Songwriterin, Tänzerin und Produzentin

#### 1988
- Alireza Haghighi (* 1988), Fußballspieler
- Marjan Kalhor (* 1988), Alpin- und Grasskiläuferin
- Atousa Pourkashiyan (* 1988), Schachspielerin

#### 1989
- Ehsan Rouzbahani (* 1988), Boxer
- Mohammad Kiya Darbandsari (* 1989), Alpin- und Grasskiläufer
- Hassan Rahimi (* 1989), Ringer
- Saeed Roustayi (* 1989), Filmregisseur, Drehbuchautor und Filmproduzent

#### 1990
- Mona Matbou Riahi (* 1990), Musikerin

### 1991–2000
- Sajjad Ganjzadeh (* 1992), Karateka

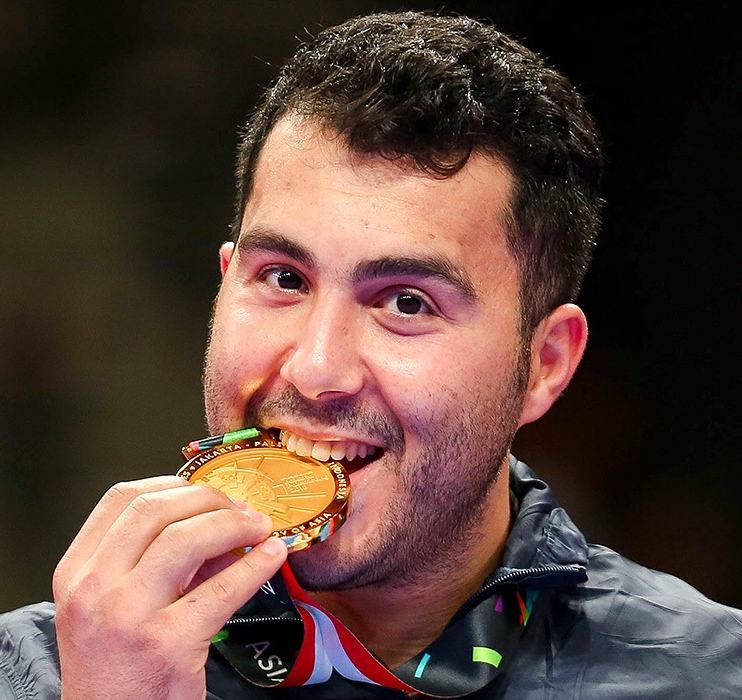
Sajjad Ganjzadeh
(* 1992)

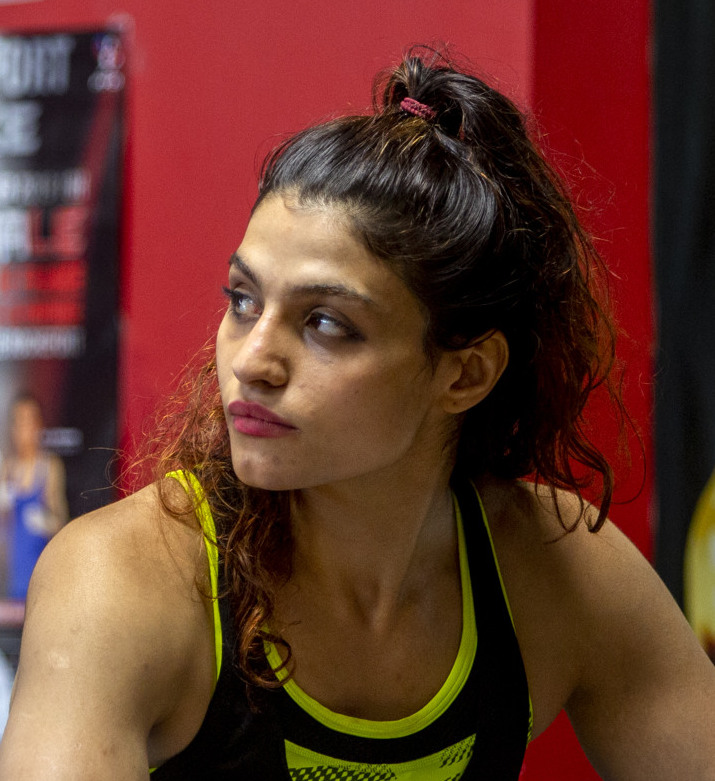
Sadaf Khadem
(* 1995)

- Mohammad Reza Khanzadeh (* 1992), Fußballspieler
- Setareh Maleki (* 1992), Schauspielerin
- Amir Abedzadeh (* 1993), Fußballspieler
- Roozbeh Cheshmi (* 1993), Fußballspieler
- Setareh Hosseini (* 1993), Schauspielerin und Fotografin
- Mehrdad Mohammadi (* 1993), Fußballspieler
- Milad Mohammadi (* 1993), Fußballspieler
- Ali Samari (* 1993), Kugelstoßer
- Reza Alipour (* 1994), Sportkletterer
- Behafarid Ghafarian (* 1994), Schauspielerin
- Ghazal Hakimifard (* 1994), Schachspielerin
- Amir Ali Chegini (* 1995), Fußballspieler
- Sadaf Khadem (* 1995), Boxerin
- Payam Niazmand (* 1995), Fußballspieler
- Soraya Aghaei Hajiagha (* 1996), Badmintonspielerin
- Majid Hosseini (* 1996), Fußballspieler
- Mohammad Naderi (* 1996), Fußballspieler
- Amir Hossein Nemati (* 1996), Fußballspieler
- Mahan Rahmani (* 1996), Fußballspieler
- Mahyar Sedaghat (* 1996), Sportschütze
- Saman Soltani (* 1996), Kanutin
- Sarasadat Khademalsharieh (* 1997), Schachspielerin
- Reyhaneh Parsa (* 1999), Schauspielerin
- Atefeh Ahmadi (* 2000), Skirennläuferin
- Amirhossein Hosseinzadeh (* 2000), Fußballspieler
- Pardis Pourabedini (* 2000), Schauspielerin

## 21. Jahrhundert
- Sepehrad Rahmani (* 2001), Schauspieler
- Amin Tabatabaei (* 2001), Schachspieler
- Dorsa Yavarivafa (* 2003), Badmintonspielerin